# Avola antica
Avola antica era una città della Sicilia sud-orientale citata da Stefano di Bisanzio nel VI secolo d.C. La città fu interamente distrutta dal terremoto del 1693.
Fu edificata sul Monte Aquilone, a sud di Cavagrande del Cassibile, e fu abitata sin dall'età del bronzo, come dimostrano diverse tombe risalenti alla facies di Thapsos e alla facies di Pantalica III riscontrate nel Vallone Pisciarello e nella Cava Tirone (una quarantina di tombe a grotticella artificiale). Il materiale riscontrato in queste tombe (tra cui una kylix e un'anfora) risente fortemente dell'influenza greca.                                                                                                                                                                                                               La città fu abitata dai Siculi, come testimonia Tucidide, che racconta che gli Ateniesi, guidati da Nicia, in fuga dall'esercito siracusano guidato dallo spartano Gilippo, mandarono le loro ambascerie ai Siculi per ottenere asilo. Ma i Siracusani impedirono agli Ateniesi di risalire i fiumi Cacipari e Erineo (fiume che sorge presso Avola Antica); questi ultimi, dopo essersi accampati su un'altura, dominante l'Erineo, subirono una disastrosa sconfitta sulle rive del fiume Asinaro nel 413 a.C.
I cospicui ritrovamenti di monetazione romana (186 assi romani in bronzo con la scritta C.TER.LVC) confermano che la città sicula               prosperò in età romana, sino all'età bizantina. 
Infatti, nel 1899, Orsi riscontra una catacomba bizantina in contrada Casa Romano, e viene rinvenuta anche una chiesetta rupestre bizantina sul Cugno Agosta.
Secondo lo storico Francesco Di Maria, la città, prima di assumere il toponimo Abolla (da cui Avola) era la Ibla Maggiore (Hybla Major) descritta da poeti e geografi greci, e che dunque si trovava sul territorio dove sorse l'attuale Avola antica.

## Galleria d'immagini

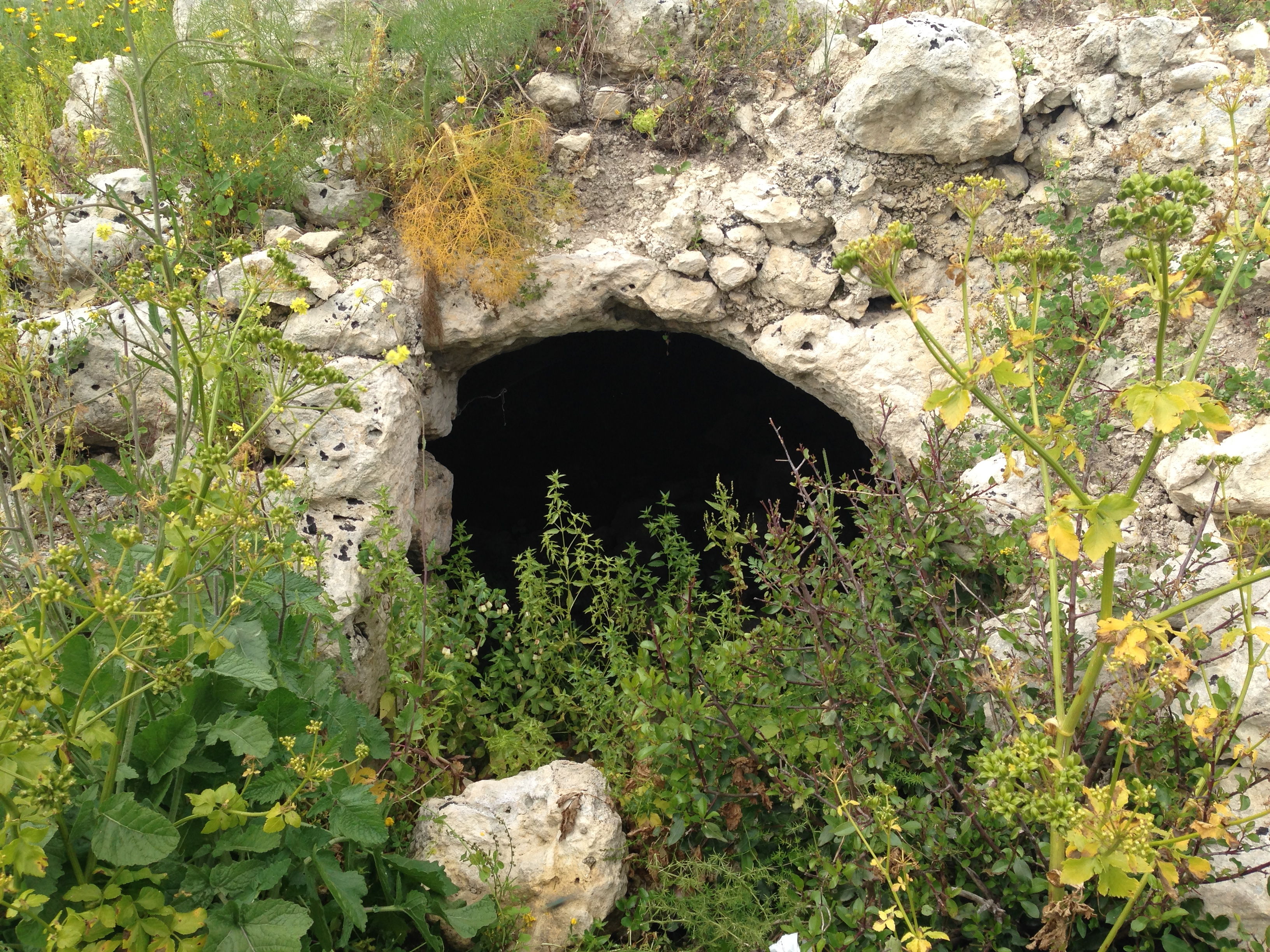
Avola Antica, sito archeologico 05
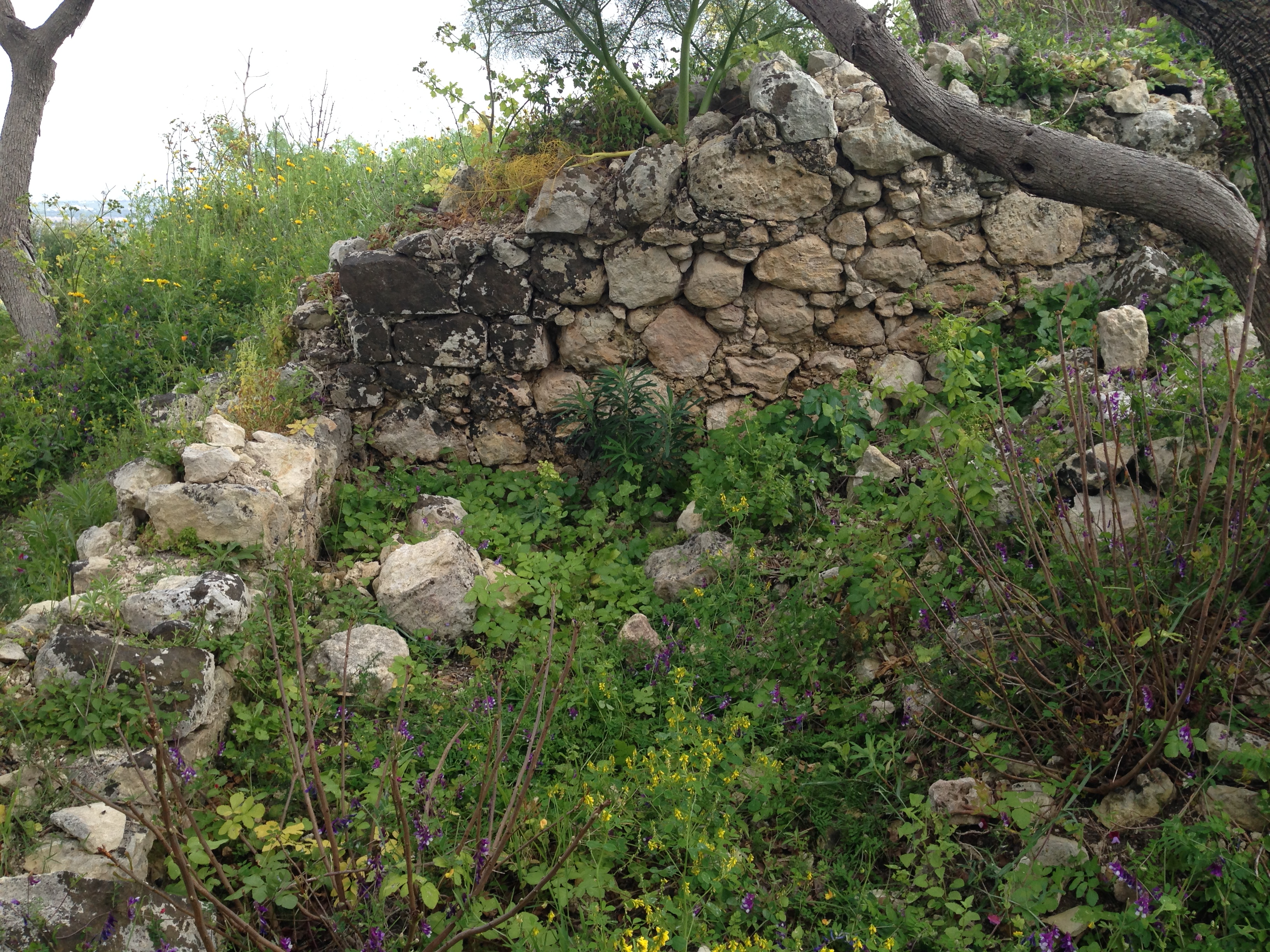
Avola Antica, sito archeologico 02